# نووییتسه
نووییتسه (به چکی: Nevojice) یک منطقهٔ مسکونی در جمهوری چک است که در ناحیه ویشکوو واقع شده‌است. نووییتسه ۱۰٫۶۱ کیلومتر مربع مساحت و ۴۱۲ نفر جمعیت دارد و ۲۳۰ متر بالاتر از سطح دریا واقع شده‌است.